# SRT-129
SRT-129 (russisch СРТ-129) ist ein mittelgroßer Fischtrawler. Es wurde in den 1950er Jahren für die UdSSR in der DDR gebaut. Seit 2007 befindet sich eines der Exponate im Museum der Weltmeere in Kaliningrad. Es ist das einzige Museumsfischereifahrzeug in Russland.

## Geschichte
Die SRT-129 ist eines der vielen Schiffe der Nachkriegszeit und dieses Typs (mittlerer Fischtrawler), die in den 1940er bis 1950er Jahren in der DDR auf Befehl der Sowjetunion gebaut wurden. Auf ostdeutschen Werften wurden zwischen 1947 und 1949 Fischereifahrzeuge vom Typ Logger und Logger-Trawler fertiggestellt und als Reparationen in die Sowjetunion überführt. Sie waren für die Heringsfischerei in der Ostsee und im Nordatlantik mit Treibnetzen und Grundschleppnetzen vorgesehen. Auf solchen Schiffen begann die Fischerei im südöstlichen Teil der Ostsee und es wurden Heringsexpeditionen zu den Fanggebieten um Färöer organisiert. Aufgrund ihrer geringen Autonomie (nur fünf Tage) wurden solche Schiffe als Teil von Flottillen unter der Kontrolle der sogenannten Mutterschiffe betrieben.
Normalerweise hatten die Schiffe keine hohe Lebensdauer. Sie wurden in Erwartung einer schnellen Amortisation gebaut und im Fall größerer Schäden oder Verschleißes nicht repariert, sondern abgewrackt. Die SRT-129 hatte jedoch ein anderes Schicksal. Nach einem kurzen Einsatz als Fischereifahrzeug wurde sie der Sowjetischen Marine übergeben. Das Militär verwendete es für See- und Schiffsvermessungen, was im Vergleich zum Einsatz in der Fischerei schonender war. 1996 wurde das Messschiff vom Militär in den Fischereihafen Kaliningrad gebracht. Dort wurde es als Denkmal für die Geschichte der Fischereiindustrie gezeigt.

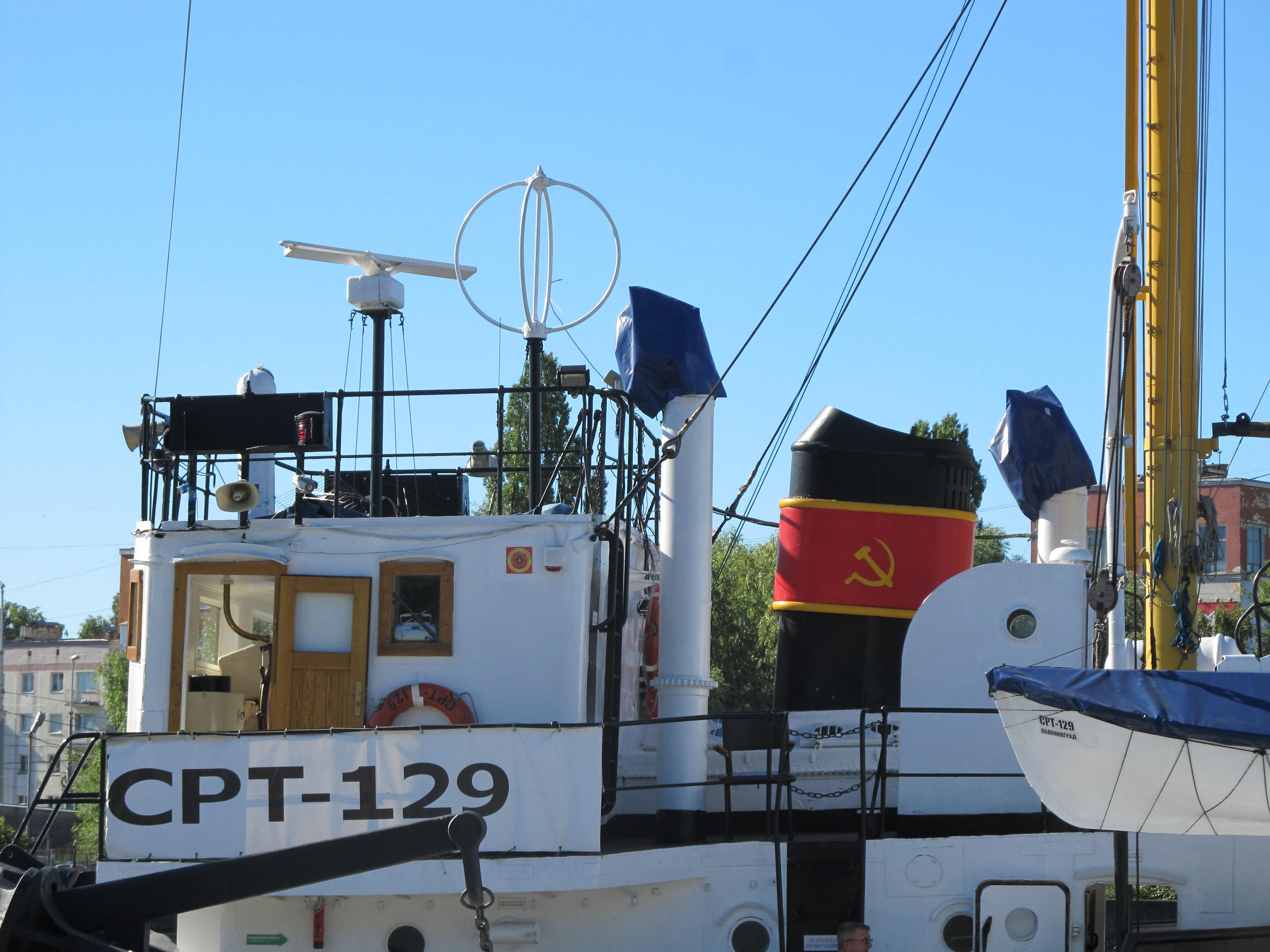
Brücke

Zu diesem Zeitpunkt war das Schiff für die breite Öffentlichkeit nicht zugänglich. Dieser Teil des Hafens war strategisches Sperrgebiet. Daher wurde die SRT-129 2007 in das Museum der Weltmeere überführt, das zu diesem Zeitpunkt bereits vier Museumsschiffe hatte (drei in Kaliningrad und eines in Sankt Petersburg).

## Museumsschiff
Am 20. August 2007 verbrachten zwei Schlepper, im wiederholten Versuch, die SRT-129 zum neuen Liegeplatz. Am 9. April 2008 brach während der Restaurierung des Schiffes ein Feuer aus: Decksaufbauten, Verkleidungen und die Isolierung der Kabinen brannten. Den Feuerwehrleuten gelang es, das Feuer zu löschen und das historische Schiff zu retten. Schweißarbeiten wurden als vermutliche Brandursache bezeichnet.
Nach der Restaurierung, die ein Jahr dauern sollte, wurde das Schiff für Besucher geöffnet. Das Schiff beherbergt eine Ausstellung über die Geschichte der russischen Fischereiflotte, einschließlich der Geschichte der Fischerei in der Region Kaliningrad.

## Exponate
Die Ausstellung „Pioniere der Hochseefischerei“ zeigt anschaulich die Geschichte der Fischerei in der Sowjetunion, Russland und der Region Kaliningrad, die Arbeit mittelgroßer Fischtrawler auf See sowie das Leben und die Arbeit der Fischer. Historische Exponate zeigen das Schicksal von Fischern, Fischverarbeitern und Wissenschaftlern, die den kommerziell nutzbaren Fischbestand des Ozeans untersuchen. Die ausgestellten Gegenstände sind größtenteils persönlich oder gehören zum historischen Umfeld der 1950 bis 1970er Jahre. Unter den Exponaten befinden sich Modelle von Schleppnetzen, Fragmente verschiedener Maschennetze, Fanggeräte und Karten der Hauptfischereigebiete.
Instrumente und Steuergeräte des Schiffes sind im Steuerhaus installiert – das Hauptgerät der Amur-Kreiselkompasses, eine Steuersäule mit Ruderrad, eine Anzeige der Radarstation Donets-2, ein Maschinentelegraph, ein Kreiselkompass-Repeater, eine Anzeige eines Suchecho-Echolots „Bream“ und eine Radiostation „Ship-3“. Im Raum des Navigators befinden sich ein Rybk-Radio-Peiler und eine Anzeige des NEL-5-Navigations-Echolots. Im Funkraum sind ein Volna-K-Funkempfänger, Sender verschiedener Modifikationen und Zwecke, ein Bedienfeld für Signalleuchten und auf der oberen Brücke – eine Funkpeilschleifenantenne, eine flache Radarantenne, ein Höhepunkt des Hauptlenkkompasses.
Segel waren bei der Deckausrüstung von größtem Interesse. Die Segel wurden auf Schiffen vom Typ SRT gesetzt, um die Geschwindigkeit des Schiffes beim Transit zwischen den Fanggebieten zu erhöhen.